# Hollywood Roosevelt Hotel
L'Hollywood Roosevelt Hotel è un hotel situato al 7000 Hollywood Boulevard, aperto il 15 maggio 1927. È il più antico hotel ancora in uso di Los Angeles.

## Storia
L'edificio venne costruito nel 1926 e venne intitolato a Theodore Roosevelt. Il progetto venne finanziato da Louis B. Mayer, Mary Pickford, Douglas Fairbanks e Sid Grauman, costato 2.5 milioni di dollari e venne aperto il 15 maggio 1927.
L'hotel andò in rovina negli anni '50, e un proprietario in quel periodo demolì i suoi archi, coprì i suoi soffitti elaboratamente dipinti e dipinse l'intero seafoam verde dell'hotel. Radisson Hotels acquistò l'hotel nel 1985 e, utilizzando i progetti originali e le foto storiche dell'architettura coloniale spagnola dell'hotel, intraprese una ristrutturazione da $35 milioni, ripristinando il soffitto a cassettoni della hall e aggiungendo una fontana a tre livelli, tra le altre migliorie. Il murale da un milione di dollari in fondo alla piscina Tropicana dell'hotel fu dipinto da David Hockney nel 1987.
Il 13 agosto 1991, Los Angeles annunciò la costruzione del Los Angeles Historic-Cultural Monument #545. Nel 1995, l'hotel fu acquistato da Goodwin Gaw e David Chang, e nel 2005 viene gestito dalla Thompson Hotel Group; lo stesso l'edificio viene ristrutturato dal Dodd Mitchell Design Group, and David Siguaw. Nel 2015, l'hotel viene completamente ristrutturato per un valore di 25 milioni di dollari con stanza progettate da Yabu Pushelberg.

## Stile
L'hotel ha 300 camere e 63 suite ed è situato fra l'Hollywood Walk of Fame e TCL Chinese Theatre, e richiama lo Stile revival coloniale spagnolo.
L'attico Gable-Lombard, un duplex di 3.200 piedi quadrati con una terrazza esterna con vista sulle colline di Hollywood, è intitolato a Clark Gable e Carole Lombard, che erano soliti risiedere nella stanza per cinque dollari a notte.
La suite Marilyn Monroe prende il nome dall'attrice, che ha vissuto all'hotel per due anni all'inizio della sua carriera. Altre suite includono le camere King Superior e cabine vintage a bordo piscina degli anni '50.

## Ristoranti e bar
L'hotel possiede 8 ristoranti, bar e lounge bar, in particolare il ristorante 25 Degrees fuori la lobby dell'edificio, aperto nel 2005. Public Kitchen & Bar offre cucina statunitense, con lo chef Tim Goodell alla guida dei due ristoranti. Lo Spare Room è una sala da gioco e cocktail lounge; il Library Bar è un cocktail bar con cocktail preparati con ingredienti di provenienza locale; e il Tropican Bar. Beacher's Madhouse è un teatro ispirato al vaudeville gestito da Jeff Beacher. Teddy's, invece, è una discoteca situata vicino alla hall, era considerata un ritrovo di celebrità, aperta nel 2005 e ristrutturata nel 2012 ed, in seguito, chiusa nel 2015.

## Nella cultura di massa
L'hotel è celebre per aver ospitato i Premi Oscar 1929 il 16 maggio 1929, nella Blossom Ballroom. In seguito, venne celebrata una cerimonia privata organizzata da Douglas Fairbanks.
A causa di un debito nel 1986, il cinque volte vincitore del Premio Oscar Lyle R. Wheeler vendette i suoi beni, compresi i suoi cinque Oscar: il suo premio per la direzione artistica per Il diario di Anna Frank venduto all'asta per $ 21,250 a William Kaiser, che restituì a Wheeler durante una cerimonia tenutasi all'Hollywood Roosevelt Hotel nel 1989. Inoltre, l'hotel ha ospitato i Razzie Awards.
Il Roosevelt Hotel compare in Lucy ed io, nel film Intrigo a Hollywood, I favolosi Baker, nella serie The People v.O.J. Simpson: American Crime Story, Internal Affairs, Beverly Hills Cop II - Un piedipiatti a Beverly Hills II, Prova a prendermi, California, Moonlighting e Curb Your Enthusiasm.

## Fenomeni paranormali
Attraverso gli anni, si è parlato di avvistamenti di fantasmi nell'hotel, come quelli di Marilyn Monroe, Montgomery Clift e Errol Flynn e una ragazza vestita di blu di nome Caroline, oltre a segnalazioni di punti freddi, sfere fotografiche e misteriose chiamate all'operatore dell'hotel.